# Mięsień nosowy
Mięsień nosowy (łac. musculus nasalis) – w anatomii człowieka parzysty, trójkątny, płaski mięsień wyrazowy głowy, należący do mięśni otoczenia nozdrzy (mięśni nosa zewnętrznego). Przyczep początkowy ma na łękach zębodołowych górnych bocznego siekacza i kła. Następnie rozdziela się na dwie części, poprzeczną i skrzydłową. Część poprzeczna (pars transversa) biegnie w bruździe nosowo-wargowej, rozszerza się i kończy na grzbiecie chrzęstnej części nosa płaskim rozcięgnem, łączącym się z odpowiednim rozcięgnem przeciwnej strony. Część skrzydłowa (pars alaris) jest krótsza od części poprzecznej i kończy się w tylnej i bocznej części skrzydła nosa. Mięsień ten unerwiony jest przez gałązki policzkowe nerwu twarzowego. Część poprzeczna mięśnia zwiera nozdrza (działając antagonistycznie do mięśnia dźwigacza wargi górnej i skrzydła nosa), a część skrzydłowa podczas rozwierania nozdrzy przez mięsień dźwigacz wargi górnej i skrzydła nosa pociąga chrząstkę nosa w dół i bocznie.